# Tupa
Tupa (Baccaurea) je rod rostlin z čeledi smuteňovité. Jsou to převážně stromy s jednoduchými střídavými listy a bezkorunnými květy, které často vyrůstají z kmene a starších větví (kauliflorie). Plodem je kulovitá bobule nebo dužnatá tobolka. Rod zahrnuje asi 45 druhů a je rozšířen v tropické Asii od Indie po Tichomoří, nejvíce v jihovýchodní Asii a Nové Guineji. Některé druhy mají jedlé plody používané jako ovoce. Dřevo je známo pod názvem tampoi a slouží místně zejména ke stavbě domů a výrobě nábytku.

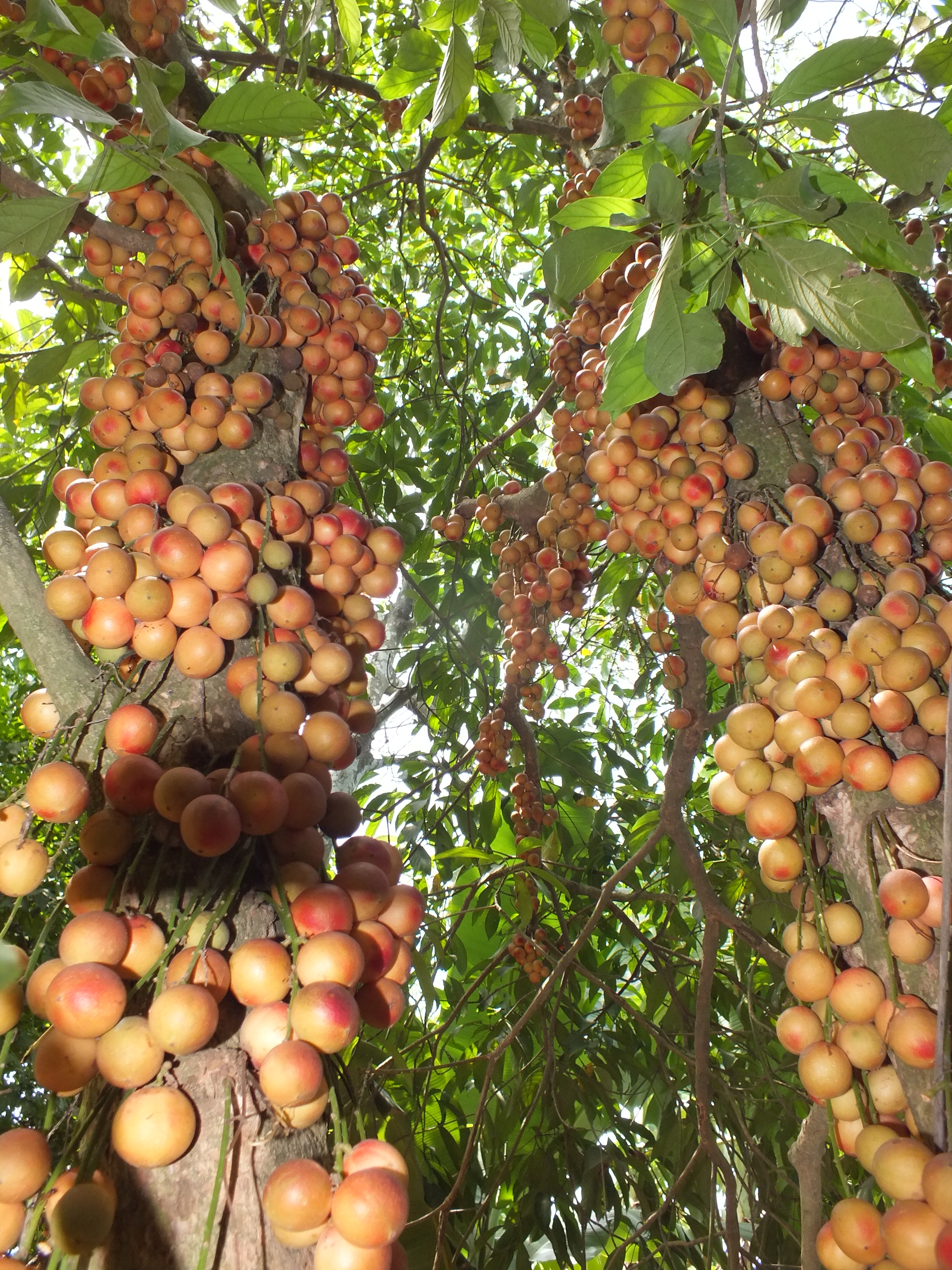
Plodící tupy ve Vietnamu

## Popis
Tupy jsou dvoudomé, nízké až středně vysoké stromy dorůstající výšky do 30 metrů, případně keře. Odění je složené z jednoduchých nebo i hvězdovitých chlupů. Listy jsou jednoduché, střídavé, spirálně uspořádané, celokrajné nebo na okraji zvlněné až nezřetelně vroubkované, na ploše čepele i na okraji často se žlázkami. Čepel je na bázi klínovitá až srdčitá, se zpeřenou žilnatinou se zahnutými postranními žilkami. Pulvinus je vyvinut většinou pouze na vrcholu řapíku, výjimečně i na bázi. Palisty jsou opadavé nebo vytrvalé. Květenství jsou úžlabní nebo kauliflorní (vyrůstající z kmene a starších větví) svazečky, hrozny nebo laty. Květy jsou jednopohlavné, stopkaté, bezkorunné, s volnými nebo na bázi jen krátce srostlými kališními lístky. Samčí květy jsou v rámci květenství zpravidla uspořádány do trojčetných skupinek podepřených listeny. Mají většinou 4 až 5 četný kalich a obsahují 3 až 10 volných tyčinek kratších kalicha. Samičí květy jsou v rámci květenství jednotlivé, se 4 až 6 četným kalichem (výjimečně vícečetným) a svrchním semeníkem obsahujícím 2 až 4 komůrky, v nichž je po 2 vajíčkách. Samičí květenství bývají nevětvená. Staminodia většinou chybějí. Plodem je bobule. U některých druhů plody v pozdějším stádiu zralosti pukají a řadí se mezi dužnaté tobolky. Semena jsou elipsoidní a ze stran zploštělá.

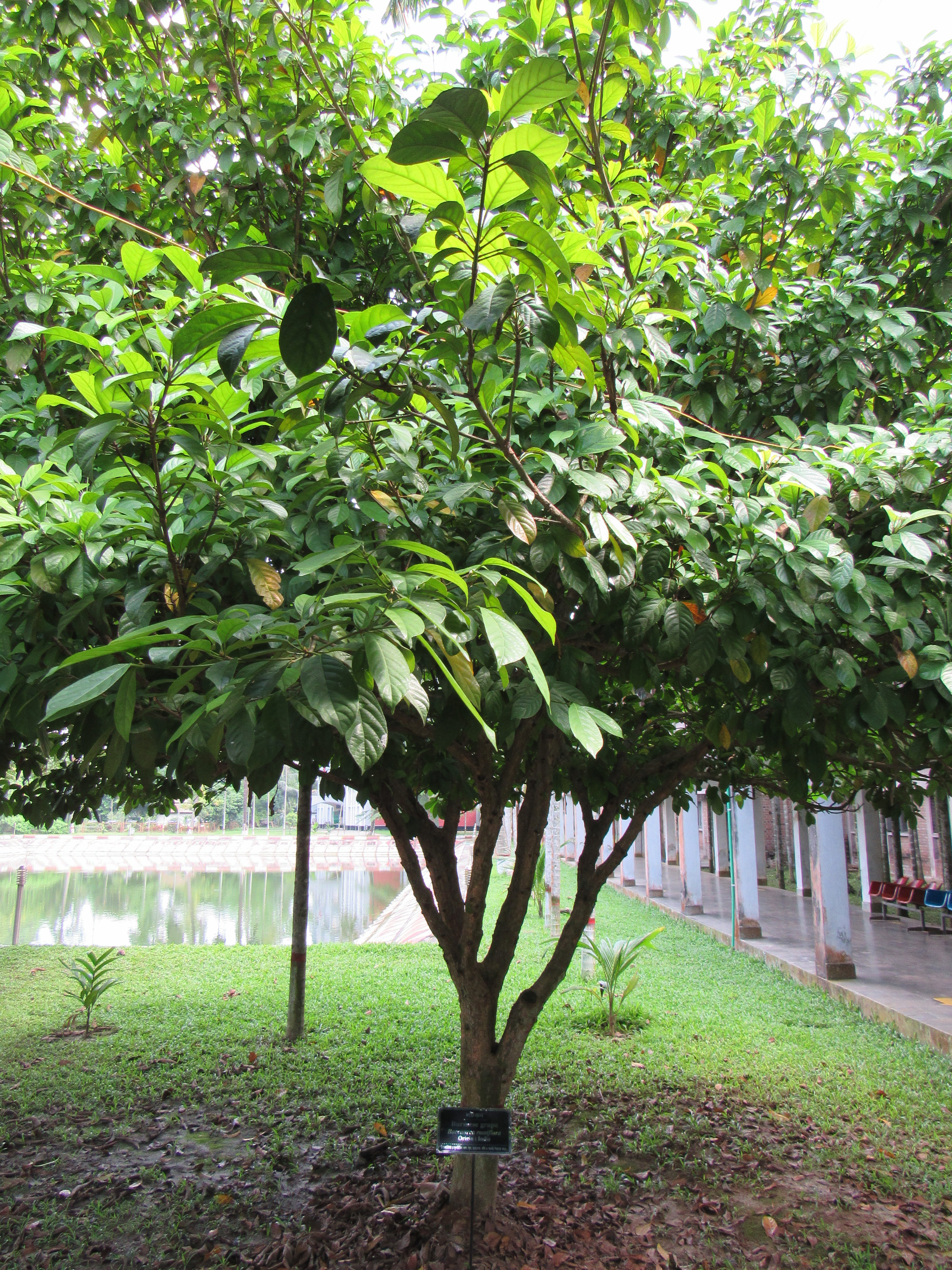
Mladá B. ramiflora
Květenství B. lanceolata
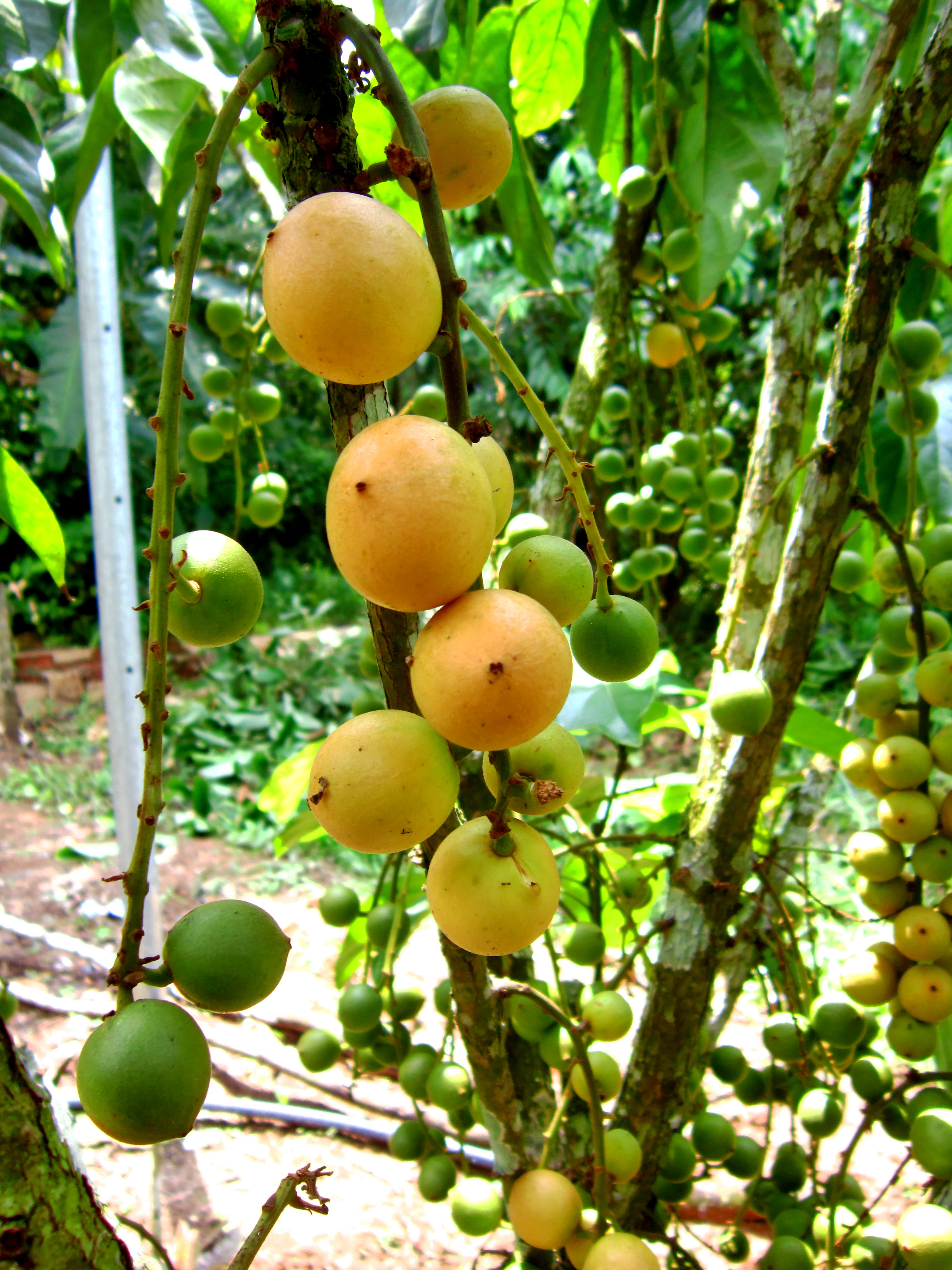
Plodící B. racemosa

## Rozšíření
Rod zahrnuje asi 45 druhů. Je rozšířen v tropické Asii od Indie a jižní Číny po ostrovy Tichomoří. Převážná většina druhů roste v jihovýchodní Asii a na Nové Guineji.
Tupy rostou zejména v primárních nebo sekundárních tropických deštných lesích a v bažinatých nezasolených lesích. Většina druhů roste v nížinách, některé vystupují do nadmořských výšek až do 1600 metrů.

## Ekologické interakce
Podle pozorování v Sarawaku na Borneu jsou hlavními opylovači květů tup rostoucích v podrostu tropického deštného lesa mouchy. Druh B. parviflora je příkladem zvláštního způsobu opylování, označovaného jako baziflorie. Květenství jsou nahloučena pouze ve spodní části kmene v blízkosti půdního povrchu a nabízejí své květy lezoucím živočichům.

## Taxonomie
Rod Baccaurea je v rámci čeledi Phyllanthaceae řazen do tribu Antidesmeae.
Všechny rody této čeledi byly v minulosti součástí široce pojaté a nemonofyletické čeledi Euphorbiaceae, která byla na základě výsledků molekulárních analýz v systému APG II z roku 2003 rozdělena do několika čeledí představujících samostatné a ne vždy zcela příbuzné vývojové větve.

## Význam
Plody některých druhů mají jedlý, kysele až sladce chutnající míšek. V Malajsii a Indonésii je oblíbeným ovocem druh Baccaurea dulcis se sladkými plody. Je pěstována též v Číně. Z dalších jedlých druhů se v tropické Asii pěstuje např. B. sapida, B. racemosa nebo B. motleyana. Ovoce se konzumuje buď čerstvé nebo se z něj připravují nápoje. Plody B. polyneura mají vysoký obsah karotenu (20 mg / 100 g plodu).
Dřevo tupy je v Malajsii označováno nejčastěji jako tampoi. Je hnědožluté (stářím tmavnoucí), středně tvrdé a těžké. Používá se zejména jako stavební dřevo a k výrobě nábytku.

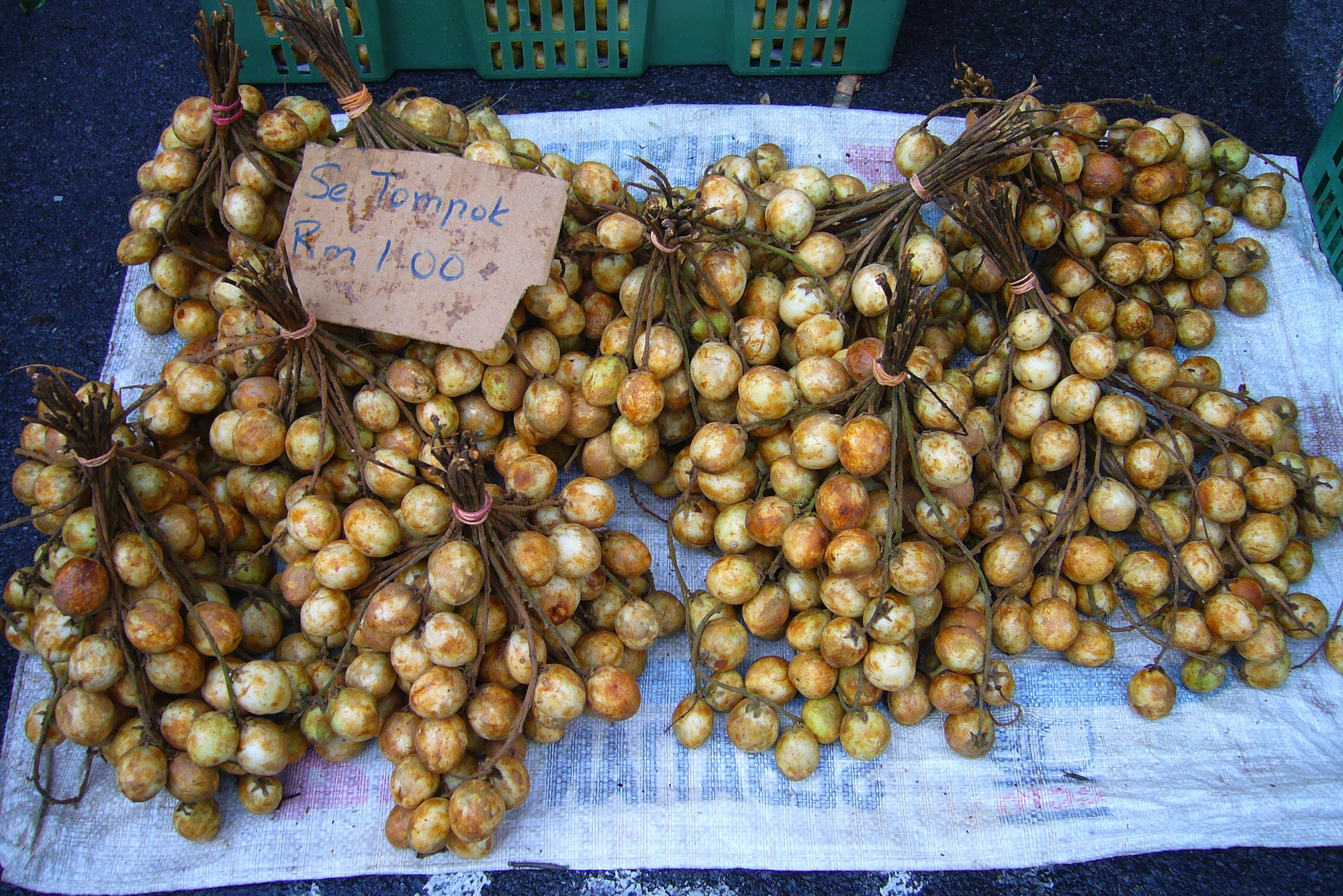
Plody Baccaurea motleyana na trhu na Borneu
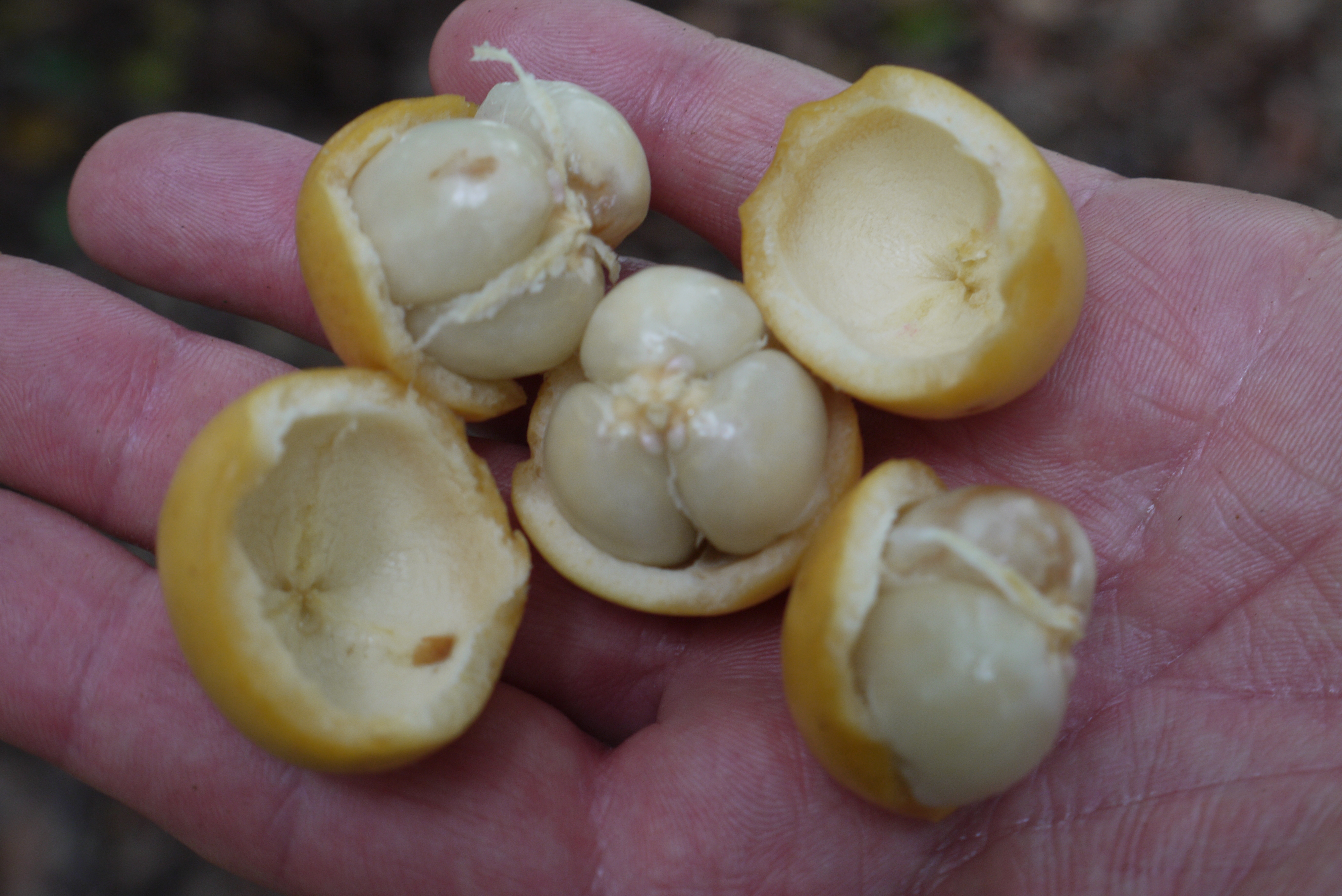
Plody B. motleyana
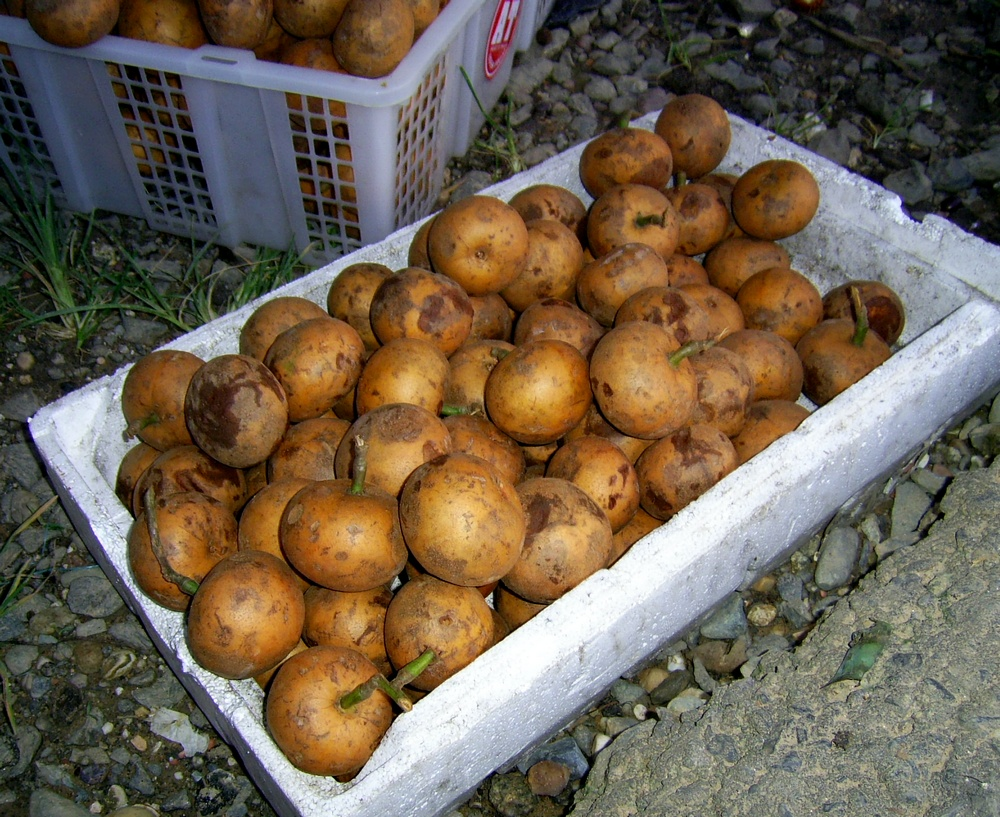
Sklizené plody B. macrocarpa